# طاووس سیاه
طاووس سیاه (ایتالیایی: Il pavone nero) یک فیلم اروتیک به کارگردانی اسوالدو چیویرانی است که در سال ۱۹۷۵ منتشر شد و دو نسخهٔ سافت‌کور (نوار ویدئویی ایتالیایی) و نسخهٔ هاردکور دارد. از بازیگران فیلم می‌توان به کارین شوبرت، کریس آورام، فرانکو رسل و جی‌جی آنجلیلو اشاره کرد.